# 知念沙也樺
知念 沙也樺（ちねん さやか、1992年1月26日 - ）は、日本のファッションモデル、舞台女優、タレント
。沖縄県生まれ、福岡県育ち。かつての所属事務所はマーズトップ。

## 来歴・人物
- 2010年、Parcoシンデレラガールコンテストで優勝[1][3]。
- 日本人とインド人のクウォーター[1][2]。
- スポーツは水泳、テニスが得意。テニスに関しては中体連県大会に出場した経歴を持つ[1][3]。
- 2013年4月から2014年3月まで日本テレビ系列「PON!」の月・木曜のお天気お姉さんを務めた。

## 出演

### テレビ（情報・バラエティ）
- めざましテレビ（2011年4月- 2012年3月、フジテレビ）「MOTTOいまドキ!」レギュラー
- ハピはぴ・モーニング〜ハピモ〜（2011年4月 - 2012年3月、千葉テレビ放送）- 火・水曜日司会担当
- 戦国鍋TV 〜なんとなく歴史が学べる映像〜（2011年4月、テレビ神奈川ほか）「MUSIC TONIGHT」のコーナーで「浅井三姉妹」（第2期）として出演。
- ハケンOLは見た!（2011年4月25日、テレビ東京）
- 美少女ヌードル (2012年4月10日、テレビ朝日）
- 方言彼女。0 [LOVE]（2012年10月- テレビ埼玉他）
- PON!（2013年4月 - 2014年3月、日本テレビ系列） - 月・木曜のお天気お姉さん担当。
- ぶっこみジャパニーズ (2013年10月9日、TBSテレビ）

### ショー
- 福岡アジアコレクション
- FamilyMart ASIA COLLECTION in Vietnam
- GirlsAward
- 東北ドリームコレクション
- FamilyMart ASIA COLLECTION in Taipei

### 舞台
- 裏切りは僕の名前を知っている  - 叢雨十瑚 役
  - 裏切りは僕の名前を知っている（2011年12月21日 - 25日、博品館劇場）
  - 裏切りは僕の名前を知っているVol.2（2012年8月1日 - 5日、前進座劇場）※映像のみ
  - 裏切りは僕の名前を知っているVol.3（2012年11月18日 - 25日、シアター1010）
- 戦国BASARA - かすが 役
  - 戦国BASARA2（2012年5月11日 - 15日 ル・テアトル銀座 / 5月19日・20日 イオン化粧品シアターBRAVA! / 6月2日・3日 中日劇場）
  - 戦国BASARA3武将祭2013（2013年7月13日 - 14日、有明コロシアム）
  - 戦国BASARA3宴弐（2013年11月1日 - 10日、東京ドームシティホール / 11月15日 - 17日、中日劇場 / 11月22日 - 24日、メルパルク大阪）
- 天元突破グレンラガン～炎撃篇 其の弐、其の参～（2015年9月17日 - 22日、シアター1010） - ニア  役

### ゲーム
- 高円寺女子サッカー3 〜恋するイレブン いつかはヘブン〜（2016年、板橋ローラ[7]）